# Hawker Sea Fury
Hawker Sea Fury var ett brittiskt jaktflygplan som tillverkades av Hawker Aircraft för Royal Navy i slutet av 1940-talet. Det var Storbritanniens sista propellerdrivna jaktflygplan och ett av de snabbaste kolvmotordrivna flygplan som byggts. 

## Utveckling
År 1942 började Sydney Camm att arbeta på en ersättare för Hawker Typhoon. Tanken var att uppnå bättre prestanda genom att behålla samma motor men göra resten av flygplanet mindre och lättare. Ritningarna presenterades i januari 1943 för Luftministeriet som beställde sex prototyper med tre olika motoralternativ; Rolls-Royce Griffon, Napier Sabre och Bristol Centaurus. I april samma år fick Hawker en specifikation från Amiralitetet på ett liknande flygplan för Royal Navy och utvecklingen inriktades därefter även på en marin variant. I april 1944 hade man kontrakt på 200 Fury till RAF och ytterligare 200 Sea Fury till RN (varav 100 skulle tillverkas av underleverantören Boulton Paul).
Den 1 september 1944 flög den första prototypen med Centaurus XII-motor och fyrbladig propeller, följt den 27 november av den andra prototypen med Griffon-motor och dubbla motroterande propellrar. Den sjätte och sista prototypen flög den 25 juli 1945 med en Sabre VIII-motor på över 3 000 hästkrafter och lyckades komma upp i 780 km/h. Andra världskrigets slut gjorde att flygvapnet avbeställde sina flygplan och valde att helt och hållet satsa på jetdrivna flygplan i stället. Dessutom hade leveranserna av RAF:s sista propellerdrivna jaktflygplan Supermarine Spiteful redan påbörjats. Flottan valde motsatt väg. Eftersom Fury uppvisade bättre lågfartsegenskaper än Supermarine Seafang, och därmed var bättre lämpad att landa på hangarfartyg, valde man att gå vidare med Sea Fury som ett säkrare konventionellt alternativ till Sea Vampire. Sea Fury testades och kvalificerades för sjötjänst på HMS Victorious under 1946 och togs i tjänst i februari 1947.

## Användning

### Australien
Australien var en tidig exportkund av Sea Fury. Planen togs i tjänst i Australiens flotta 1948 och användes av tre divisioner (No.805, No.808 och No.850 Squadron) ombord på hangarfartygen HMAS Sydney och HMAS Vengeance. Liksom Storbritannien använde Australien sina Sea Furies i Koreakriget. Australien behöll dem i tjänst fram till 1962.

### Burma
År 1957 köpte Burma in 21 begagnade Sea Fury från Storbritannien. De sattes in mot Kuomintang-understödd gerilla i norra Burma. Den 15 februari 1961 sköts en taiwanesisk Consolidated Privateer ner av Sea Fury-plan nära den thailändska gränsen, eftersom den misstänktes leverera förnödenheter till gerillan. Burma ersatte sina Sea Furies med plan av modellen Lockheed T-33 Shooting Star år 1968.

### Kanada
Ett annat land som tidigt började använda Sea Fury var Kanada. Det första flygplanet levererades i juni 1948. Två divisioner (No.803 och No.883 Squadron, senare omdöpta till No.870 och No.871 Squadron) opererade flygplanen från hangarfartyget Magnificent och från flygbasen Shearwater i Nova Scotia. Sea Fury användes fram till 1956 då modellen ersattes av McDonnell F2H Banshee.

### Kuba

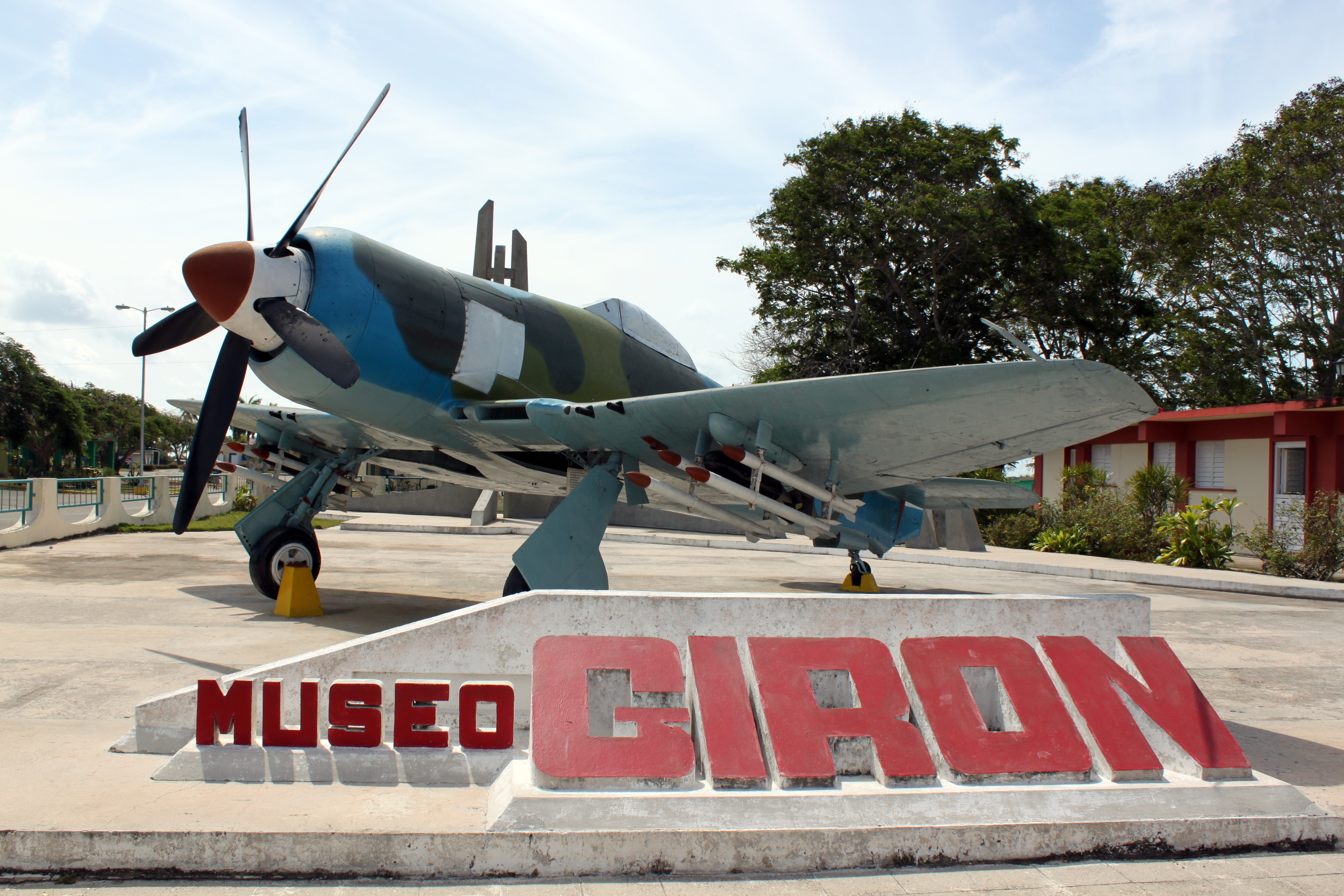
En kubansk Sea Fury utställd på Playa Girón vid Grisbukten i Matanzas.

I samband med den kubanska revolutionen 1959 köpte Fulgencio Batistas regering in 17 begagnade Sea Fury från Storbritannien för att bekämpa 26 juli-rörelsen. Det dröjde dock inte länge innan Batista störtades och flygplanen togs över av det kubanska revolutionära flygvapnet. På grund av brist på reservdelar och flygmekaniker var bara fem i flygbart skick i april 1961. Två av dem förstördes på marken den 15 april av Douglas A-26 Invaders. Dagen efter då Grisbuktsinvasionen gick av stapeln anföll de kvarvarande flygplanen i revolutionära flygvapnet invasionsstyrkan och sänkte fartygen Houston och Rio Escondido. Minst en Douglas Invader blev också nedskjuten av Sea Furies. En Sea Fury kraschade i Grisbukten på grund av motorstopp, troligen orsakat av luftvärnseld.

### Nederländerna
I april 1948 köpte Nederländerna 22 stycken Sea Fury från Hawker samt licens för Fokker att tillverka ytterligare 25 flygplan. Dessa baserades på hangarfartyget Hr.Ms. Karel Doorman (f.d. HMS Venerable). De ersattes 1957 av det jetdrivna Hawker Sea Hawk.

### Irak
Den första exportkunden som redan 1946 beställde Sea Fury var Irak och det var också Irak som begärde att en tvåsitsig skolversion skulle utvecklas. Leveranserna började 1947 men stoppades under 1948 års arabisk-israeliska krig då irakiska Sea Furies baserade i Egypten sattes in mot Israel. Resterande Sea Furies som Irak hade beställt levererades i stället till Pakistan. Efter kriget lade Irak två nya beställningar på Sea Furies; 15 nybyggda 1951 och 10 begagnade 1953. De ersattes av Hawker Hunter på 1960-talet.

### Pakistan
Under Indo-pakistanska kriget 1947 köpte Pakistan skyndsamt in 50 Sea Fury-plan för att komplettera sina Hawker Tempests. Efter kriget köptes även 37 Sea Furies tillverkade för Irak, vilket gjorde Pakistan till den största användaren av Sea Fury efter Storbritannien. Pakistan ersatte de flesta av sina Sea Fury med North American F-86 Sabre år 1955. Endast en division (No.14 Squadron) behöll dem till 1960 då de ersattes av flygplan av modellen Lockheed F-104 Starfighter. Till skillnad från många andra länder skrotade Pakistan inte sina Sea Furies, utan lade dem i malpåse för att sälja dem på den civila marknaden under 1970-talet. Många av de Sea Furies som fortfarande är flygdugliga i dag är före detta pakistanska eller irakiska.

### Storbritannien

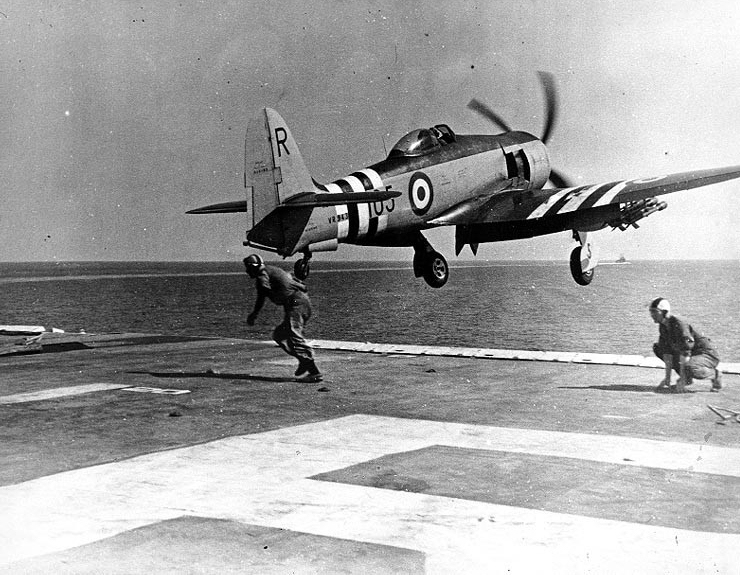
En Sea Fury lastad med raketer startar från hangarfartyget i juni 1951.

Sea Fury ersatte Supermarine Seafire som huvudsakligt jaktflygplan inom Royal Navy. Seafire var en nödlösning som krigets krav pressat fram som ersättare för den hopplöst omoderna Gloster Gladiator. Seafires långa nos gav dålig sikt framåt och det smala landningsstället gjorde landning vid sjögång till ett vågspel. Sea Fury var snabbare än Seafire, hade längre räckvidd och kunde även användas som attackflygplan beväpnat med bomber eller raketer.
Under Koreakriget sattes Sea Furies in i striderna från hangarfartygen HMS Glory , HMS Theseus och HMS Ocean från och med oktober 1950. Under december genomfördes 332 anfall mot broar, järnvägar och flygfält i Nordkorea med Sea Fury. Under 1952 började kinesiska MiG-15 dyka upp över Korea. Den 8 augusti 1952 anföll åtta MiG-15 en brittisk formation med Sea Furies och Fireflies. I striden blev en Firefly allvarligt skadad medan en MiG-15 sköts ner av en Sea Fury. Det var den enda brittiska luftstridssegern under Koreakriget.
Sea Fury började ersättas av Hawker Sea Hawk och Supermarine Attacker 1953 och i augusti 1955 togs den sista ur tjänst. Sedan 1971 har Royal Navy Historic Flight haft ett fåtal Sea Furies i tjänst. Dessvärre har flera av dem förstörts eller skadats i haverier.

### Civil användning
Många av de Sea Furies som togs ur tjänst under 1950-talet skickades tillbaka till Hawker Aircraft i Blackpool. Förutom de som fortsatte att användas som jaktflygplan i Burma och på Kuba såldes många på den civila marknaden, bland annat till Tyskland där de tjänstgjorde som målbogserare. Även Pakistan och Irak sålde sina Sea Furies på den civila marknaden efter att de tjänat klart. Sea Fury var ett populärt sportflygplan eftersom det var snabbt, lätthanterligt och relativt lättunderhållet. Sea Fury används fortfarande för tävlingsflygning, men planen är då ofta försedda med kraftfullare motorer som Pratt & Whitney Wasp Major eller Wright Duplex-Cyclone. Många har också blivit museiföremål, i vissa fall flygande sådana.

## Varianter

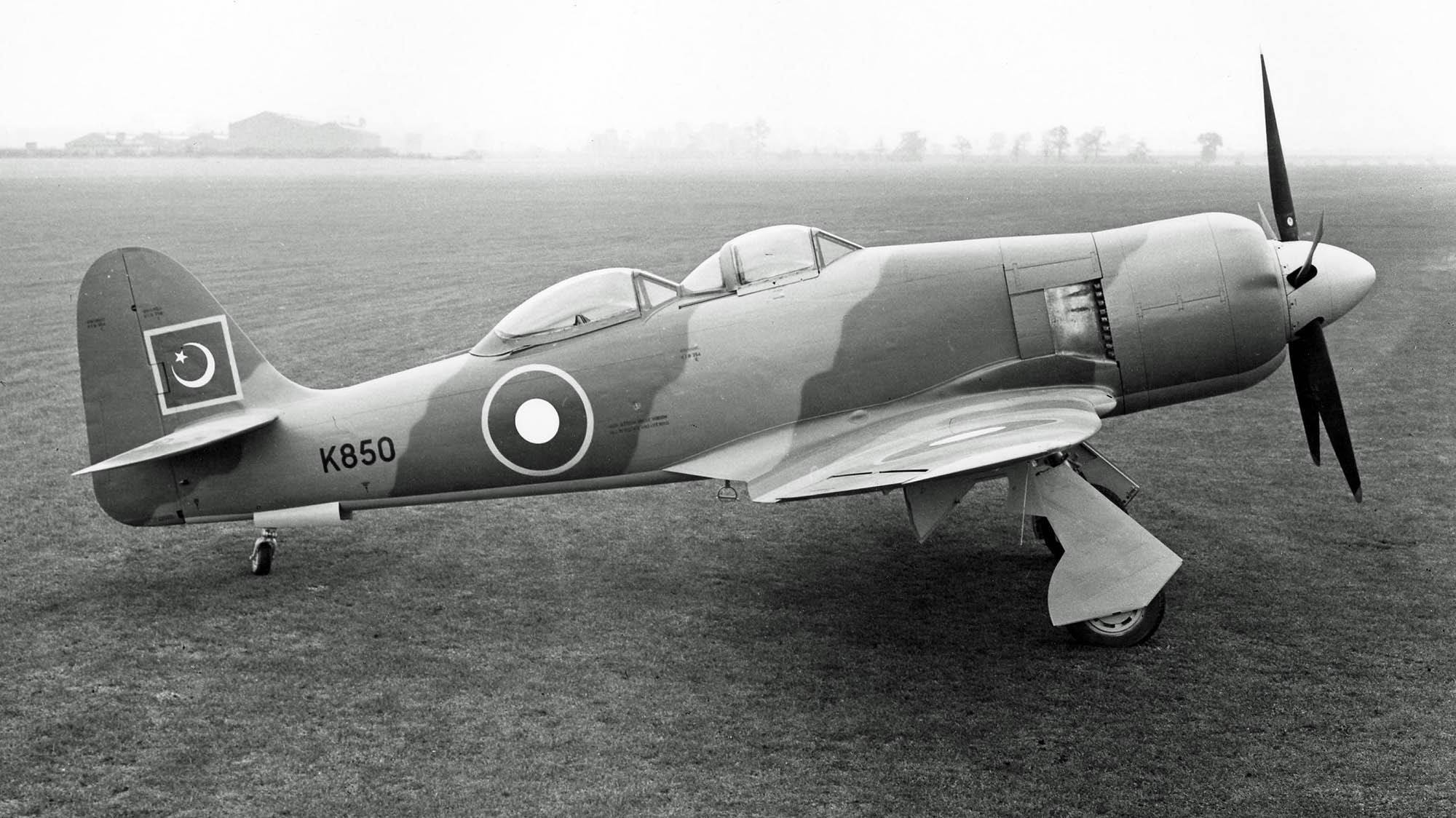
En pakistansk Sea Fury T.61.

Prototyperna hade inga speciella beteckningar annat än sina serienummer. Tre Fury- och tre Sea Fury-prototyper byggdes, varav den sista Sea Fury-prototypen byggdes av Boulton Paul.
- F.10 – Första produktionsserien tillverkad för Royal Navy. 50 byggda.
- FB.11 – Andra produktionsserien med vapenbalkar för bomber eller raketer. 615 byggda inklusive 31 för Australien och 53 för Kanada.
- T.20 – Tvåsitsig skolversion. 61 byggda.
- F.50 – Exportversion motsvarande F.10 för Nederländerna. 10 byggda.
- FB.51 – Exportversion motsvarande FB.11 för Nederländerna. 25 byggda.
- FB.60 – Exportversion. 93 byggda för Pakistan och 12 för Nederländerna.
- T.61 – Tvåsitsig skolversion för Pakistan. 5 byggda.
- Fury I – Landbaserad version utan vikbara vingar och landningskrok. 55 byggda för Irak.
- Fury Trainer – Tvåsitsig skolversion av Fury I. 5 byggda.

## Liknande flygplan
- Grumman F8F Bearcat